# Гневково (Смоленская область)
Гневко́во — деревня в Смоленской области России, в Шумячском районе. Расположена в юго-западной части области, в 8 км к северо-востоку от Шумячей, на правом берегу реки Остёр, в 6 км к северу от автодороги А101 Москва — Варшава («Старая Польская» или «Варшавка»).
Население — 244 жителя (2007 год). Входит в состав Озёрного сельского поселения.

## Экономика
Основная школа, дом культуры, сельхозпредприятие: ООО «ТЕЗА», минисырзавод «ТЕЗА», библиотека, отделение связи, 2 магазина.

## Достопримечательности
- В 700 м к юго-западу от деревни находятся 93 шаровидных кургана высотой до 2,25 м. Насыпаны древнерусским населением в XII —XII веках. Раскапывались в 1960-х. годах В. В. Седовым.
- Деревня Гневково — Родина Героя Советского Союза Романова Ивана Петровича (1923—1995).